# Ivón Mercedes Ramírez Morillo
Ivón Mercedes Ramírez Morillo (1965 ) es una botánica venezolana, especialista en sistemática y florística de las bromeliáceas.
En 1987, obtiene su licenciatura en Biología en la Universidad Central de Venezuela; y realizó su Maestría y Doctorado en la Universidad de Misuri en St. Louis. Trabaja como Investigadora Titular C en la Unidad Académica de Recursos Naturales del Centro de Investigación Científica de Yucatán.

## Algunas publicaciones
- Carnevali, G, JL Tapia-Muñoz, R Jiménez-Machorro, L Sánchez-Saldaña, L Ibarra-González, IM Ramírez, MP Gómez-Juárez. 2001a. Notes on the flora of the Yucatan Peninsula II: A synopsis of the orchid flora of the Mexican Yucatán Península and a tentative checklist of the Orchidaceae of the Yucatán Península Biotic Province. Harvard Pap. Bot. 5: 383-466

- ----, JL Tapia-Muñoz, IM Ramírez. 2001b. The status of Schomburgkia tibicinis var. grandiflora Lindl. (Orchidaceae) and a key to the Mexican species of Myrmecophila. Harvard Pap. Bot. 6: 245-251

- ----, IM Ramírez. 2004a. Two New Species of Encyclia (Orchidaceae: Laeliinae) from Venezuela. Novon 14: 413-419

- Ramírez Morillo, I, G Carnevali, F Chi-May. 2004e. Portraits of Bromeliaceae from the Mexican Yucatan Peninsula-IV: Tillandsia dasyliriifolia Baker: Taxonomy and reproductive biology. J. Brom. Soc. 54(3): 112-121

- Ramírez Morillo, IM, G Carnevali, F Chi May. 2004f. Guía ilustrada de las Bromeliaceae de la porción mexicana de la Península de Yucatán. Ed. Centro de Investigación Científica de Yucatán, 124 pp. ISBN 9686532145

- ----, R Duno, JL Duno, IM Ramírez. 2010. Reassessment of Zephyranthes (Amaryllidaceae) in the Yucatán Peninsula including a new species, Z. orellanae. J. of the Torrey Botanical Soc. 137(1): 39-48

- Carnevali G, JL Tapia-Muñoz, R Duno de Stefano, IM Ramírez (eds. grales.) 2010. Flora Ilustrada de la Península de Yucatán: Listado Florístico. Centro de Investigación Científica de Yucatán, A.C. Mérida, Yucatán, México, 328 pp.

- Ramírez Morillo, IM, G Carnevali, W Cetzal Ix. 2010. Hohenbergia mesoamericana, the first record of the genus for Mesoamerica. Rev. Mexicana de Biodiversidad 81(1): 21-26

- ----, A Espejo-Serna y A. R. López-Ferrari. 2011. A new species of Hechtia Klotzsch (Bromeliaceae) from Chihuahua State, Mexico. Novon 21(3): 362-367

- Pinzón, JP, I Ramírez Morillo, G Carnevali. 2011. Morphometric analyses within the Tillandsia utriculata L. complex (Bromeliaceae) allow for the recognition of a new species, with notes on its phylogenetic position. J. Torrey Bot. Soc. 138: 353-365. ISSN 1095-5674

- Ramírez Morillo, I, CF Jiménez Nah. 2012. A new Hechtia (Hechtioideae: Bromeliaceae) from Puebla, Mexico. Phytotaxa 42: 1-8. ISSN 1179-3155 (impreso); ISSN 1179-3163 (online). Factor de Impacto (2011): 1.60

- ----, ----. 2012. Hechtia aquamarina, a new name for Hechtia pueblensis I. Ramírez & Jiménez. Phytotaxa 48: 33. ISSN 1179-3155 (impreso); ISSN 1179-3163 (online). Factor de Impacto (2011): 1.60

- La abreviatura «I.Ramírez» se emplea para indicar a Ivón Mercedes Ramírez Morillo como autoridad en la descripción y clasificación científica de los vegetales.[2]